# Björn Borg (zwemmer)
Björn Borg (Örby, 14 november 1919 – Zürich, 13 april 2009) was een Zweeds zwemmer.

## Carrière
Borg was lid van Norrköpings KK. Hij deed in 1936 mee aan de Olympische Zomerspelen in Berlijn. Hij werd daar achtste op de 4x200 meter vrije slag-estafette (samen met Sten-Olof Bolldén, Sven-Pelle Pettersson en Gunnar Werner) en zestiende op de 100 meter rugslag. Twee jaar later, op de Europese kampioenschappen in Londen, won hij de gouden medaille op zowel de 400 meter als de 1500 meter vrije slag. Hij deed hier ook mee aan de 100 meter vrije slag en de 100 meter rugslag, maar bij de eerste afstand haalde hij de finale niet. Bij de laatste wel, alleen zag hij af van de finale vanwege het strakke tijdschema.
Hij veroverde tijdens zijn sportieve carrière 23 gouden medailles op de nationale kampioenschappen en zette vijf keer een Europees record op zijn naam. Borg kreeg in 1938 de Svenska Dagbladets guldmedalj uitgereikt, voor Zwedens meest sportieve prestatie van het jaar. Tegelijk met zijn successen in de zwemsport volgde hij een studie, en in 1939/1940 was hij vrijwilliger tijdens de Winteroorlog. Hij werkte in de jaren 40 bij de brandweer in Helsingborg.
Borg verhuisde in 1959 naar Zwitserland, waar hij werkte als zakenman. 

## Privé
Björn Borg had één zoon.